# Clémence Latimier
Clémence Latimier (* 24. August 2003 in Saint-Martin-d’Hères) ist eine französische Radsportlerin.

## Sportlicher Werdegang
2021 kam Clémence Latimier – nach eigenen Worten – „durch Zufall“ zum Radsport. 2023 startete sie als Mitglied einer Auswahl der Region Auvergne-Rhône-Alpes bei der Tour de l’Avenir Femmes und belegte Platz 35 in der Gesamtwertung. Anschließend schloss sie sich dem Team Féminin Chambéry an.
2024 fuhr Latimier einige Monate lang als Trainee für das Team Arkéa-B&B Hotels Women. In diesem Jahr gewann sie die Loire Ladies Tour und das Pointe du Raz Ladies Classic. Im selben Jahr wurde sie Zweite der französischen Straßenmeisterschaft in der U23, 2025 Sechste der Straßenmeisterschaft der Elite-Frauen. Im Mai des Jahres erhielt sie einen Vertrag bei Arkéa. Wenige Wochen später startete sie bei der Tour de France Femmes. Nach der 3. Etappe wurde sie als „kämpferischste Fahrerin“ ausgezeichnet, nachdem sie mit einer Ausreißerinnengruppe bis zu fünf Minuten Vorsprung herausgefahren war, die allerdings sechs Kilometer vor dem Ziel eingeholt wurde.